# Last of a Dyin' Breed
Last of a Dyin' Breed és el dotzè àlbum d'estudi de la banda estatunidenca Lynyrd Skynyrd i fou publicat l'any 2012.
Aquest el primer treball de Lynyrd Skynyrd amb Johnny Colt en el baix, i com a guitarrista convidat John 5.

## Llista de cançons
| Núm.          | Títol                     | Composició                                                                                  | Durada |
| ------------- | ------------------------- | ------------------------------------------------------------------------------------------- | ------ |
| 1.            | «Last of a Dyin' Breed»   | Gary Rossington, Johnny Van Zant, Rickey Medlocke, Mark Matejka, Dan Serafini, Bob Marlette | 3:51   |
| 2.            | «One Day at a Time»       | Rossington, J. Van Zant, Medlocke, Marlon Young                                             | 3:46   |
| 3.            | «Homegrown»               | Rossington, J. Van Zant, Medlocke, Blair Daly                                               | 3:41   |
| 4.            | «Ready to Fly»            | Rossington, J. Van Zant, Medlocke, Audley Freed                                             | 5:26   |
| 5.            | «Mississippi Blood»       | Rossington, J. Van Zant, Medlocke, Jaren Johnston                                           | 2:57   |
| 6.            | «Good Teacher»            | J. Van Zant, Donnie Van Zant, Tom Hambridge, Daly                                           | 3:07   |
| 7.            | «Something to Live For»   | Rossington, J. Van Zant, Medlocke, John Lowery, Marlette                                    | 4:29   |
| 8.            | «Life's Twisted»          | Daly, Jon Lawhon, Chris Robertson                                                           | 4:33   |
| 9.            | «Nothing Comes Easy»      | Rossington, J. Van Zant, Medlocke, Hambridge                                                | 4:13   |
| 10.           | «Honey Hole»              | Rossington, J. Van Zant, Medlocke, Hambridge                                                | 4:35   |
| 11.           | «Start Livin' Life Again» | J. Van Zant, D. Van Zant, Marlette, Lowery                                                  | 4:23   |
| Durada total: | Durada total:             | Durada total:                                                                               | 45:01  |

| 12. | «Poor Man's Dream» | Rossington, J. Van Zant, Medlocke, Lowery, Marlette | 4:07 |
| 13. | «Do It Up Right»   | Rossington, J. Van Zant, Medlocke, Hambridge        | 3:56 |
| 14. | «Sad Song»         | Rossington, J. Van Zant                             | 4:01 |
| 15. | «Low Down Dirty»   | Rossington, J. Van Zant, Medlocke                   | 3:14 |

| 15. | «Skynyrd Nation» (directe)    | J. Van Zant, Medlocke, Lowery, Marlette | 3:20 |
| 16. | «Gimme Three Steps» (directe) | Allen Collins, Ronnie Van Zant          | 4:58 |

## Personal
- Johnny Van Zant – cantant
- Gary Rossington – guitarra
- Rickey Medlocke – guitarra
- Michael Cartellone – bateria
- Johnny Colt – baix
- Mark Matejka – guitarra
- Peter Keys – teclats
- John "John 5" Lowery – guitarra addicional